# Neue Semlower Straße, Speicher (Stralsund)

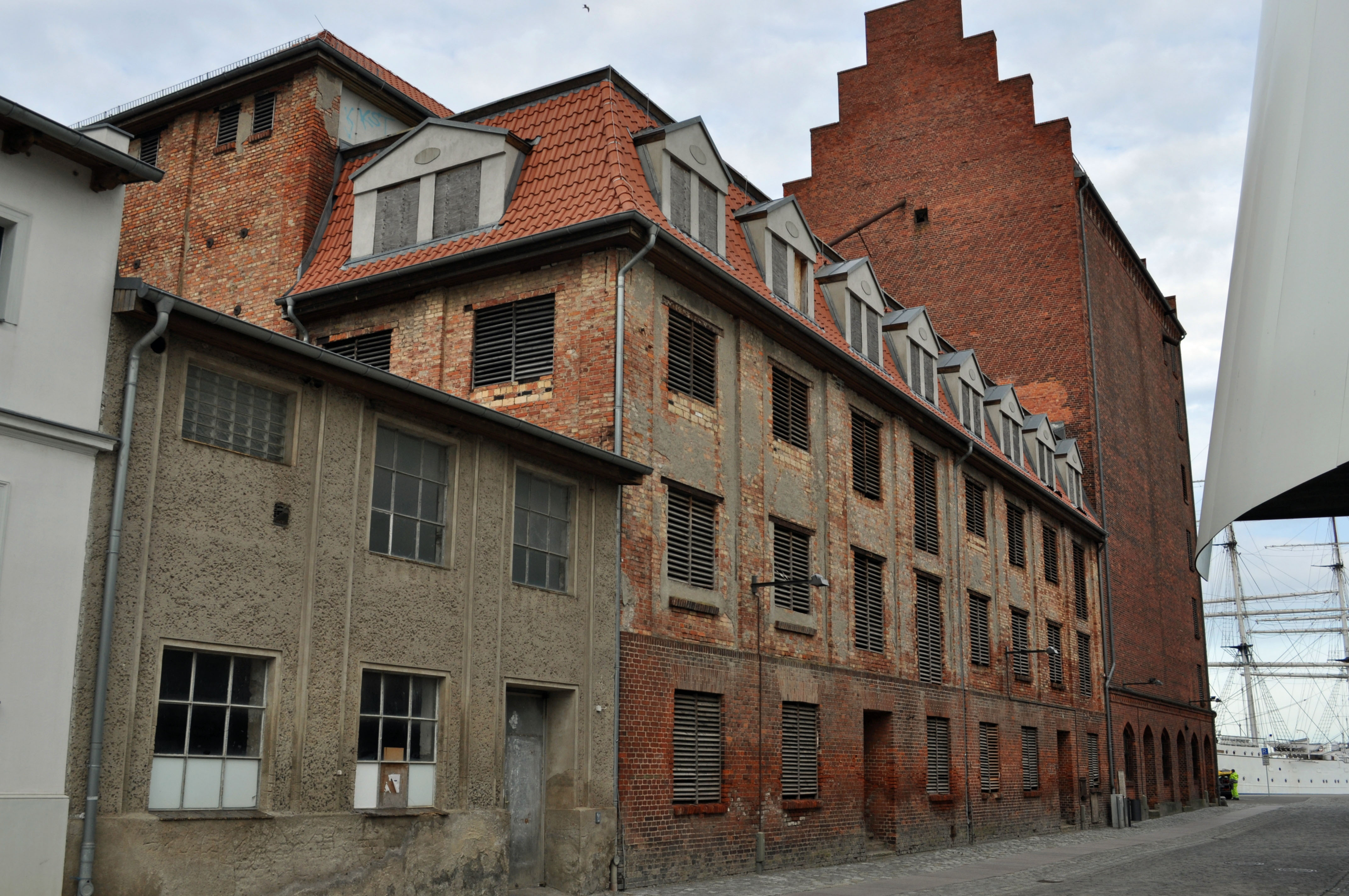
Der Speicher in der Neuen Semlower Straße in Stralsund (2012)

Der Speicher in der Neuen Semlower Straße (ohne Nummer) ist ein denkmalgeschütztes Gebäude in der Hansestadt Stralsund in der Neuen Semlower Straße. Er gehört zum Ensemble der Speicher auf der Hafeninsel.
Der zweigeschossige Backsteinbau mit Mansarddach wurde in den Jahren um 1910 errichtet. Es schließt sich an die Rückseite des Silo IV in der Hafenstraße an.
Die Fassade weist im Obergeschoss eine Lisenengliederung auf.
In dem Gebäude befand sich eine im Jahr 1920 in Betrieb genommene Dampfmühle, die von Albert Karl Franz Bäsell, Altermann der Mülerinnung, betrieben wurde. Ab 1923 war dort ein Sauggasmotor in Betrieb. Nach dem Tod Bäsells im Jahr 1931 wurde im Haus Getreide gereinigt und gelagert.
Das Haus liegt im Randgebiet des von der UNESCO als Weltkulturerbe anerkannten Stadtgebietes des Kulturgutes „Historische Altstädte Stralsund und Wismar“. In die Liste der Baudenkmale in Stralsund ist es mit der Nummer 608 eingetragen.